# Vamberecké mumie

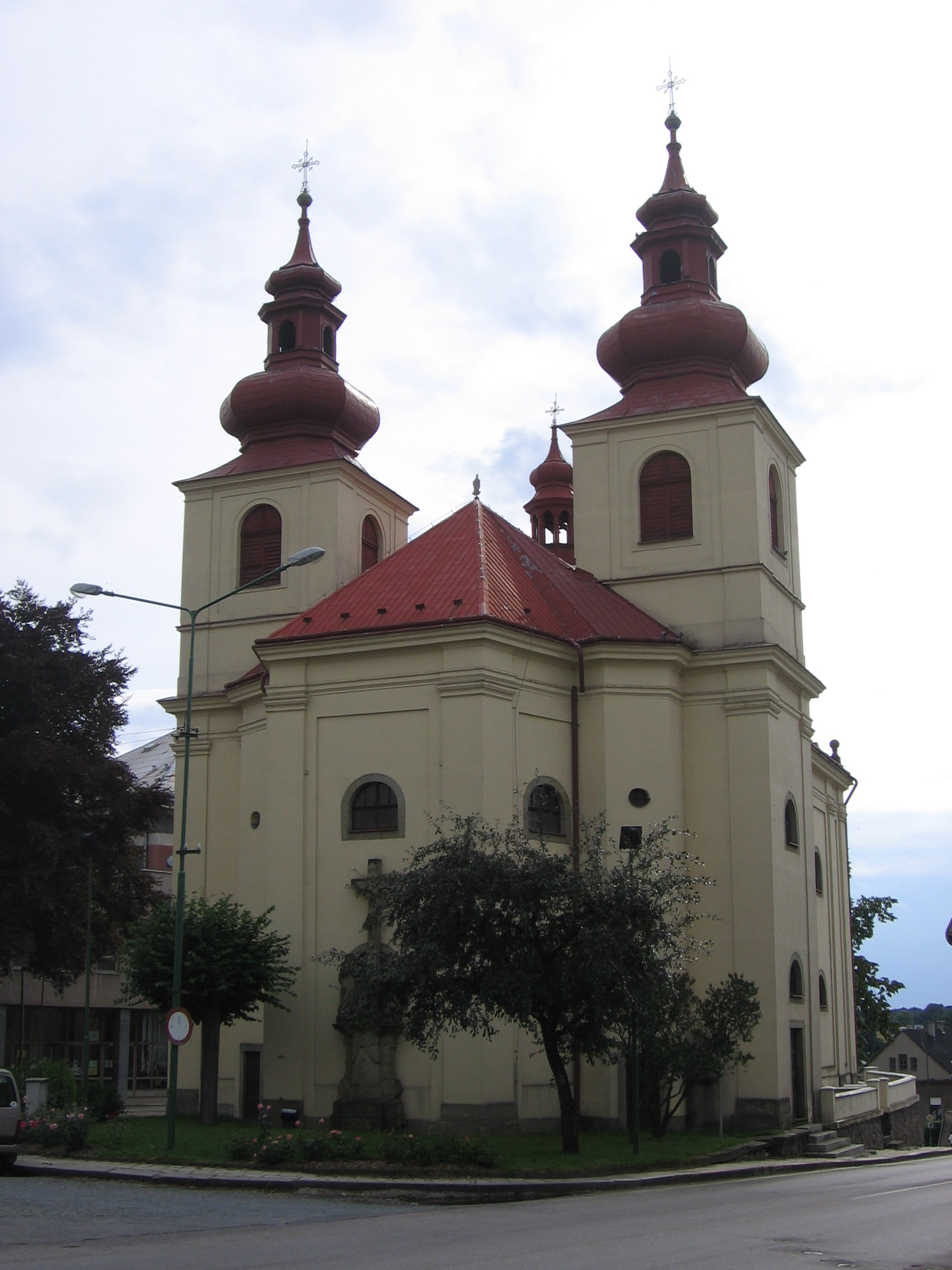
Farní kostel svatého Prokopa ve Vamberku

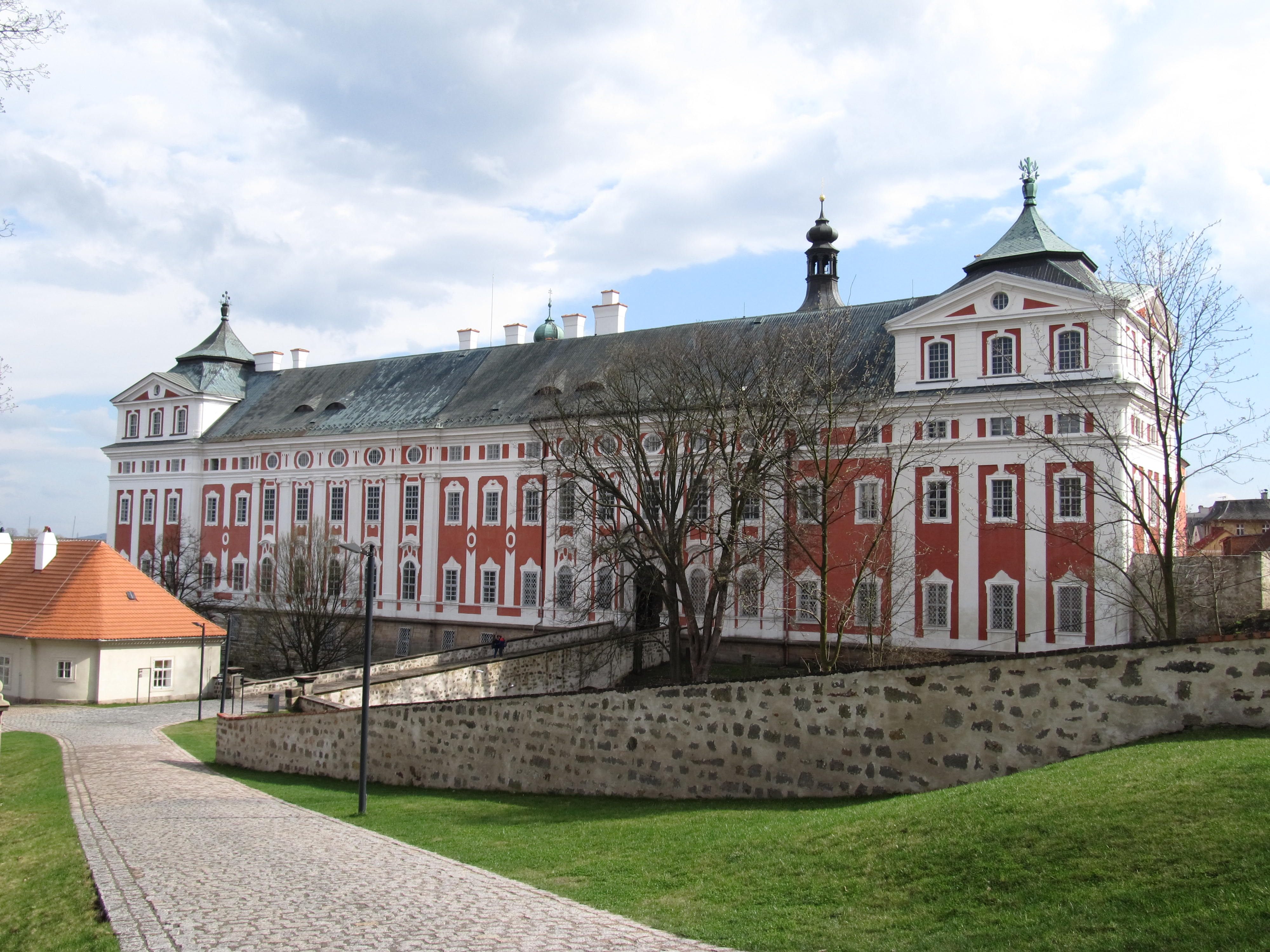
Pohled na Broumovský klášter ze zahrady

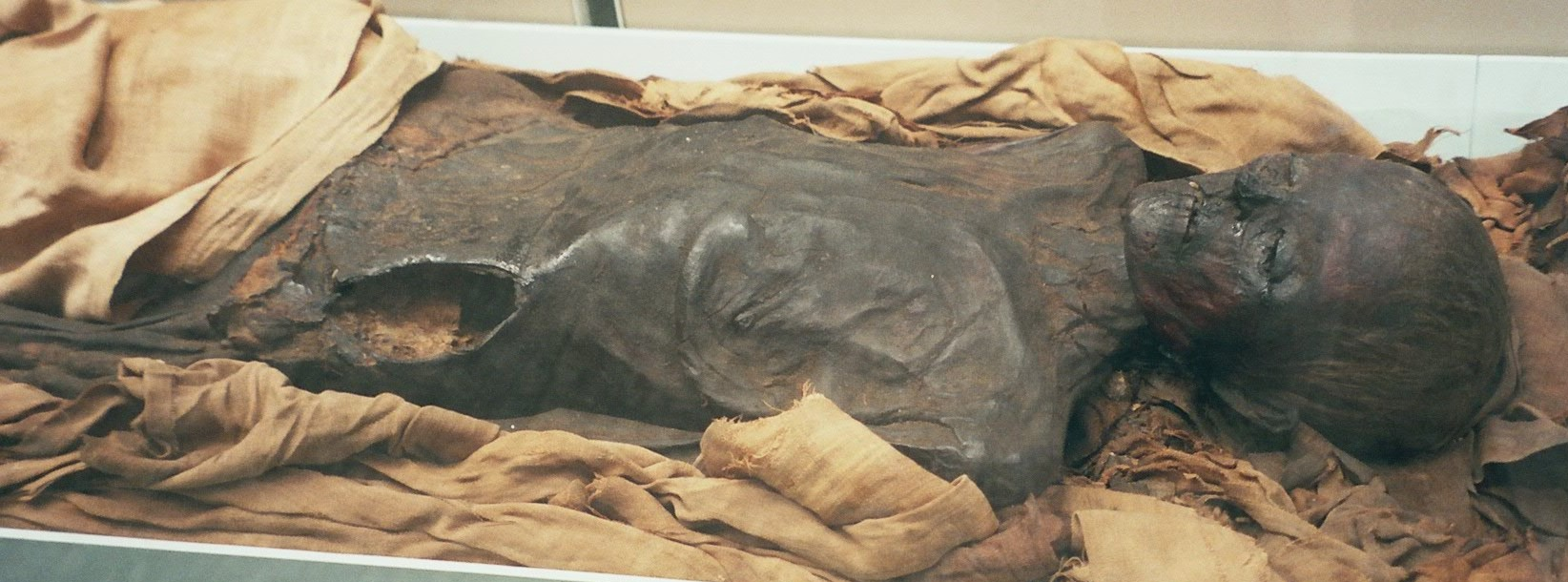
Mumie (v Britském muzeu)

Vamberecké mumie jsou soubor několika desítek mumifikovaných těl ze 17. ale hlavně z 18. století původně uchovávaných v kryptě farního kostela svatého Prokopa ve Vamberku, které byly v roce 2000 přeneseny do klášterního sklepení Benediktinského opatství svatého Václava v Broumově.

## Historie

### V kryptě kostela ve Vamberku
V kryptě farního kostela svatého Prokopa ve Vamberku (pod podlahou kostelní lodě před presbytářem) vznikal od 17. století spontánně unikátní soubor původně asi padesáti těl tak, že se zde nechávali pohřbívat významní vamberečtí měšťané, varhaníci, kněží (duchovní) a další významné osobnosti. Nejznámější z nich byla hraběnka (belgického původu) Magdalena Grambová († 1671) (zakladatelka tradice výroby vambereckých krajek na základě belgických vzorů) a její milenec Bohuslav z Chrastu. Nejstarší těla tedy pocházejí ze 17. století, ale převážná část těl je z 18. století. Mnoho informací o lidech pohřbených v rakvích se nedochovalo, jen u některých byly přiloženy popisky (cedulky) se stručným životopisem. V kryptě kostela ukládaná těla se nerozpadala, ale vlivem vhodných mikroklimatických podmínek, příhodné cirkulaci vzduchu a minimální vzdušné vlhkosti docházelo k jejich zakonzervování (mumifikaci). Ukládání mrtvých do krypty bylo ale patentem rakouského císaře Josefa II. z roku 1787 zakázáno. Po požáru farního kostela svatého Štěpána ve Vamberku (koncem 19. století) rozhodlo vedení města Vamberk, že mumie pojmenuje, očísluje a uloží je do nových dřevěných rakví. V padesátých letech 20. století byl proražen do krypty kostela nový vchod určený pro turisty, když byly předtím mumie odborně vyčištěny a část z rakví byla opatřena ochranným sklem. K zásadním změnám vnitřního prostředí v kryptě došlo v roce 1985 v souvislosti se stavebními pracemi, které proběhly u nedaleké základní školy. Narušení odvodu dešťové vody z kostela způsobilo, že dosud z podzemí odvětrávaná vlhkost se zarazila o neprodyšnou asfaltovou vrstvu a mumie se (bez přístupu proudícího suchého vzduchu) v nastalém vlhkém prostředí začaly rozkládat (byly napadány plísněmi a kožojedovitými brouky). Řada mumií začala podléhat rozkladu, a musela být proto pohřbena do země.

### V klášterním sklepení v Broumově
Nadpoloviční část mumií se podařilo zachránit a byly nejprve dočasně uloženy v depozitáři pobočky Okresního muzea Orlických hor ve Vamberku. V roce 2000 pak byly všechny mumie převezeny do rozsáhlých klášterních sklepení k řádu benediktinů do Broumova. V současné době (rok 2019) se v klášteře v Broumově nachází (z původního kulturního dědictví asi padesáti mumií) jen 34 mumií (včetně dvou dětských), ale opět jsou (dle znaleckého posudku z jara 2019) napadány plísněmi. V současné době (rok 2025) se ale mumie v klášteře už nenachází a byly přesunuty zpět do Vamberku.   

### Odborný posudek
Mumie vlastní Římskokatolická farnost Vamberk, ale jejich správcem je Benediktinské opatství svatého Václava v Broumově. Dle výše uvedeného znaleckého posudku je „krypta ve Vamberku prokazatelně biologicky kontaminovaná. I krátkodobý pobyt může poškodit lidský organismus,“ zatímco „expoziční místnosti v Broumově nejsou biologicky kontaminovány. Krátký pobyt ve studovaných prostorech nemůže poškodit lidský organismus,“ ale zároveň se konstatuje, že „osoby citlivé a ty s oslabenou imunitou, včetně alergiků“ by problémy mít mohly, a proto benediktini prohlídkový okruh se samostatnou expozicí, jenž obsahovala celkem patnáct vystavených mumií, pro veřejnost v roce 2019 uzavřeli.
Obyvatelé Vamberka spolu s Římskokatolickou farností Vamberk, městem Vamberk a Muzeem a galerií Orlických hor založili před lety Spolek pro záchranu vambereckých mumií, který se snaží o navázání spolupráce s odborníky, kteří by uměli zhotovit projekt úprav vylepšujících klimatických podmínek v kryptě vambereckého kostela. Církevní instituce se ale již v minulosti shodly na možném a definitivním řešení případu vambereckých mumií a sice jejich pochování (pohřbení) do země.